# Olympische Sommerspiele 1956/Gewichtheben
Bei den XVI. Olympischen Sommerspielen 1956 in Melbourne fanden sieben Wettbewerbe im Gewichtheben statt. Austragungsort war vom 23. bis 26. November das Royal Exhibition Building in den Carlton Gardens. Insgesamt nahmen 105 Sportler aus 34 Nationen teil. 21 Teilnehmer aus acht Nationen gewannen je sieben Gold-, Silber- und Bronzemedaillen. Erfolgreichste Nation war die USA mit sieben Medaillen (4 × Gold, 2 × Silber und 1 × Bronze); ebenfalls sieben Medaillen gewannen die Sportler aus der Sowjetunion (3 × Gold und 4 × Silber).

## Bilanz

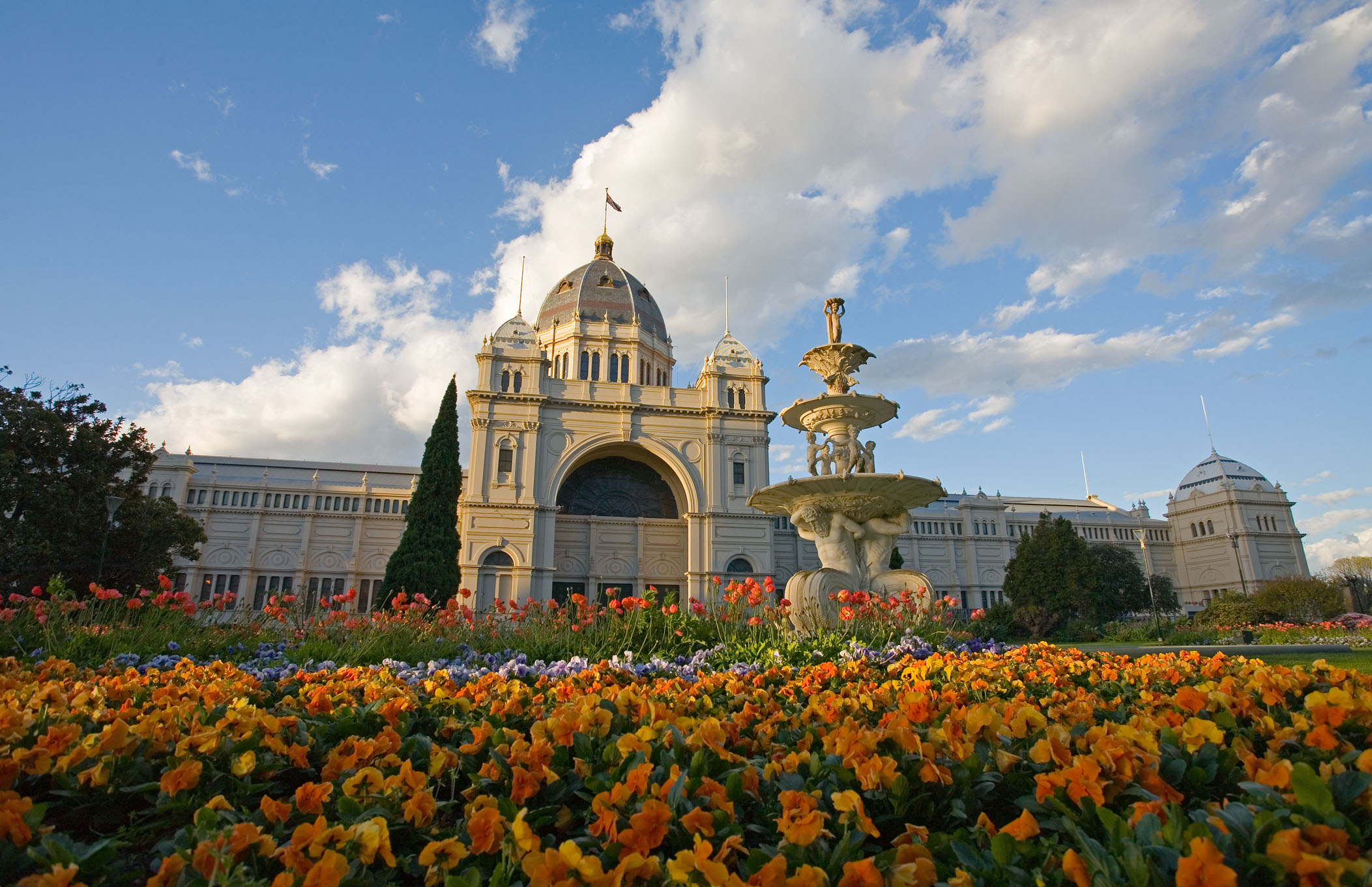
Royal Exhibition Building

### Medaillenspiegel
| Platz | Land               | Gold | Silber | Bronze | Gesamt |
| ----- | ------------------ | ---- | ------ | ------ | ------ |
| 1     | Vereinigte Staaten | 4    | 2      | 1      | 7      |
| 2     | Sowjetunion        | 3    | 4      | –      | 7      |
| 3     | Argentinien        | –    | 1      | –      | 1      |
| 4     | Italien            | –    | –      | 2      | 2      |
| 5     | Frankreich         | –    | –      | 1      | 1      |
| 5     | Irland             | –    | –      | 1      | 1      |
| 5     | Polen              | –    | –      | 1      | 1      |
| 5     | Südkorea           | –    | –      | 1      | 1      |

### Medaillengewinner
| Konkurrenz          | Gold               | Silber            | Bronze           |
| ------------------- | ------------------ | ----------------- | ---------------- |
| Bantamgewicht       | Charles Vinci      | Wladimir Stogow   | Mahmoud Namdjou  |
| Federgewicht        | Isaac Berger       | Jewgeni Minajew   | Marian Zieliński |
| Leichtgewicht       | Igor Rybak         | Rawil Chabutdinow | Kim Chang-hee    |
| Mittelgewicht       | Fjodor Bogdanowski | Peter George      | Ermanno Pignatti |
| Halbschwergewicht   | Thomas Kono        | Wassili Stepanow  | James George     |
| Mittelschwergewicht | Arkadi Worobjow    | Dave Sheppard     | Jean Debuf       |
| Schwergewicht       | Paul Anderson      | Humberto Selvetti | Alberto Pigaiani |

## Ergebnisse

### Bantamgewicht (bis 56 kg)
| Platz | Land | Sportler        | Gewicht (kg) |
| ----- | ---- | --------------- | ------------ |
| 1     | USA  | Charles Vinci   | 342,5 (WR)   |
| 2     | URS  | Wladimir Stogow | 337,5        |
| 3     | IRN  | Mahmoud Namdjou | 332,5        |
| 4     | KOR  | Yu In-ho        | 320,0        |
| 5     | KOR  | Kim Hae-nam     | 307,5        |
| 6     | JPN  | Yoshio Nanbu    | 305,0        |
| 7     | RSA  | Reg Gaffley     | 305,0        |
| 8     | JPN  | Yukio Furuyama  | 302,5        |
| 9     | ROC  | Renado Song     | 287,5        |
| 10    | RSA  | Gaston Gaffney  | 205,0        |

Datum: 23. November 1956 

16 Teilnehmer aus 13 Ländern

### Federgewicht (bis 60 kg)
| Platz | Land | Sportler            | Gewicht (kg) |
| ----- | ---- | ------------------- | ------------ |
| 1     | USA  | Isaac Berger        | 352,5 (WR)   |
| 2     | URS  | Jewgeni Minajew     | 342,5        |
| 3     | POL  | Marian Zieliński    | 335,0        |
| 4     | TRI  | Rodney Wilkes       | 330,0        |
| 5     | JPN  | Hiroyoshi Shiratori | 325,0        |
| 6     | EUA  | Georg Miske         | 320,0        |
| 7     | SIN  | Tan Ser Cher        | 315,0        |
| 8     | KOR  | Lee Gyeong-seop     | 312,5        |
| 9     | CAN  | Jules Sylvain       | 310,0        |
| 10    | JPN  | Takahiro Yamaguchi  | 310,0        |

Datum: 23. November 1956 

21 Teilnehmer aus 19 Ländern

### Leichtgewicht (bis 67,5 kg)
| Platz | Land | Sportler          | Gewicht (kg) |
| ----- | ---- | ----------------- | ------------ |
| 1     | URS  | Igor Rybak        | 380,0 (OR)   |
| 2     | URS  | Rawil Chabutdinow | 372,5        |
| 3     | KOR  | Kim Chang-hee     | 370,0        |
| 4     | JPN  | Kenji Ōnuma       | 367,5        |
| 5     | IRN  | Henrik Tamraz     | 365,0        |
| 6     | POL  | Jan Czepułkowski  | 360,0        |
| 7     | BUL  | Iwan Abadschiew   | 357,5        |
| 8     | ROC  | Nil Tun Maung     | 352,5        |
| 9     | SIN  | Tan Howe Liang    | 350,0        |
| 10    | AUT  | Josef Tauchner    | 347,5        |

Datum: 24. November 1956 

18 Teilnehmer aus 17 Ländern

### Mittelgewicht (bis 75 kg)
| Platz | Land | Sportler           | Gewicht (kg) |
| ----- | ---- | ------------------ | ------------ |
| 1     | URS  | Fjodor Bogdanowski | 420,0 (WR)   |
| 2     | USA  | Peter George       | 412,5        |
| 3     | ITA  | Ermanno Pignatti   | 382,5        |
| 4     | POL  | Jan Bochenek       | 382,5        |
| 5     | KOR  | Kim Seong-jip      | 380,0        |
| 6     | POL  | Krzysztof Beck     | 380,0        |
| 7     | IRN  | Ebrahim Peiravi    | 372,5        |
| 8     | CAN  | Adrien Gilbert     | 370,0        |
| 9     | SIN  | Kay Poh Wong       | 365,0        |
| 10    | RSA  | Jannie Greeff      | 365,0        |

Datum: 24. November 1956 

16 Teilnehmer aus 15 Ländern

### Halbschwergewicht (bis 82,5 kg)
| Platz | Land | Sportler            | Gewicht (kg) |
| ----- | ---- | ------------------- | ------------ |
| 1     | USA  | Thomas Kono         | 447,5 (WR)   |
| 2     | URS  | Wassili Stepanow    | 427,5        |
| 3     | USA  | James George        | 417,5        |
| 4     | IRN  | Jalal Mansouri      | 417,5        |
| 5     | GBR  | Phil Caira          | 405,0        |
| 6     | TCH  | Václav Pšenička     | 400,0        |
| 7     | FRA  | Marcel Paterni      | 395,0        |
| 8     | AUS  | John Powell         | 382,5        |
| 9     | BEL  | Willy Claes         | 357,5        |
| 10    | PAK  | Muhammad Iqbal Butt | 337,5        |

Datum: 26. November 1956 

10 Teilnehmer aus 9 Ländern

### Mittelschwergewicht (bis 90 kg)
| Platz | Land | Sportler            | Gewicht (kg) |
| ----- | ---- | ------------------- | ------------ |
| 1     | URS  | Arkadi Worobjow     | 462,5 (WR)   |
| 2     | USA  | Dave Sheppard       | 442,5        |
| 3     | FRA  | Jean Debuf          | 425,0        |
| 4     | IRN  | Mohammed Rahnavardi | 425,0        |
| 5     | BGR  | Iwan Wesselinow     | 407,5        |
| 6     | MAS  | Bee Kim Tan         | 395,0        |
| 7     | TRI  | Lennox Kilgour      | 390,0        |
| 8     | AUS  | Leonard Treganowan  | 390,0        |
| 9     | GBR  | Sydney Harrington   | 385,0        |
| 9     | AUS  | Manny Santos        | 385,0        |

Datum: 26. November 1956 

15 Teilnehmer aus 14 Ländern

### Schwergewicht (über 90 kg)
| Platz | Land | Sportler            | Gewicht (kg) |
| ----- | ---- | ------------------- | ------------ |
| 1     | USA  | Paul Anderson       | 500,0 (OR)   |
| 2     | ARG  | Humberto Selvetti   | 500,0 (OR)   |
| 3     | ITA  | Alberto Pigaiani    | 452,5        |
| 4     | IRN  | Firouz Pojhan       | 450,0        |
| 5     | FIN  | Eino Mäkinen        | 432,5        |
| 6     | CAN  | Dave Baillie        | 432,5        |
| 7     | AUT  | Franz Hölbl         | 425,0        |
| 8     | NZL  | Hugh Jones          | 397,5        |
| 9     | IND  | Dandamudi Rajagopal | 360,0        |

Datum: 26. November 1956 

9 Teilnehmer aus 9 Ländern